# Суворов, Александр Леонидович
Александр Леонидович Суворов (15 ноября 1943 — 18 июня 2005) — российский физик, специалист в области радиационной физики твердого тела, реакторного материаловедения, физики поверхности, в 2001—2005 директор ИТЭФ.

## Биография
Родился 15 ноября 1943 г. в Свердловске, сын физика Леонида Яковлевича Суворова. В 1944 г. семья переехала в Москву.
В 1961—1962 лаборант ИТЭФ. В 1967 г. окончил Московский инженерно-физический институт (с 2009 года — Национальный исследовательский ядерный университет «МИФИ»).
С 1967 года работал в ИТЭФ (Институт экспериментальной и теоретической физики им. А. И. Алиханова): инженер, младший, старший и ведущий научный сотрудник, с 1997 зам. директора, с 2001 г. директор.
Кандидат (1970), доктор (1983) физико-математических наук.
С 1991 г. профессор кафедры № 38 МИФИ «Физика сверхпроводимости и наноструктур», в 2003 г. организовал и возглавил кафедру (№ 60) «Радиационная физика конденсированных сред».
Скоропостижно умер 18 июня 2005 г.

## Сочинения
- Структура и свойства поверхностных атомных слоев металлов / А. Л. Суворов. — М. : Энергоатомиздат, 1989 (1990). — 294,[2] с. : ил.; 21 см; ISBN 5-283-03731-2
- Автономная микроскопия радиационных дефектов в металлах / А. Л. Суворов. — М. : Энергоиздат, 1982. — 167 с. : ил.; 21 см.
- Автоионная микроскопия первичных радиационных повреждений на поверхности и в объёме металлов : диссертация … доктора физико-математических наук : 01.04.07. — Москва, 1981. — 363 с. : ил.
- Дефекты кристаллической и электронной структуры материалов : [Учеб. пособие] / А. Л. Суворов; Моск. ин-т электрон. машиностроения. — М. : МИЭМ, 1988. — 80 с. : ил.; 20 см.
- Влияние дефектов на структуру и свойства материалов : Учеб. пособие / А. Л. Суворов; Моск. ин-т электрон. машиностроения. — М. : МИЭМ, 1989. — 80 с. : ил.; 20 см.
- Дефекты в металлах / А. Л. Суворов; отв. ред. В. Н. Рожанский ; АН СССР. — Москва : Наука, 1984. — 177 с. : ил.; 20 см. — (Серия «Наука и технический прогресс»).
- Процессы радиационного дефектообразования в металлах / В. В. Кирсанов, А. Л. Суворов, Ю. В. Трушин. — М. : Энергоатомиздат, 1985. — 272 с. : ил.; 22 см; ISBN